# Nicole Stranzl
Nicole Stranzl (* 13. Juli 1994 in Graz) ist eine österreichische Schriftstellerin.

## Leben
Nicole Stranzl wuchs in Gössendorf auf. Nach der Matura studierte Stranzl Journalismus und Public Relations an der FH Joanneum Graz. Im Alter von 19 Jahren veröffentlichte sie ihren ersten Roman Memorex bei Droemer/Knaur. Stranzl schrieb zuvor bereits Kurzgeschichten, die prämiert wurden.
Nach ihrem Studienabschluss arbeitete Stranzl im Kundenservice einer Pflegeagentur in ihrer Heimatgemeinde. Ihre Erfahrungen aus dieser Zeit inspirierten sie zu ihren Kriminalromanen Gefangen - Grauen in St. Anna und Vergangen - Flamme des Bösen. Zudem moderierte sie drei Jahre lang beim Radiosender Rock FM. Mit ihrem Roman Tür im Sand war sie 2022 beim Litfest homochrom in Köln vertreten.
Stranzl arbeitet seit April 2021 als Regionalredakteurin bei der Kleinen Zeitung und lebt im Süden von Graz.

## Anerkennungen
- 2016: mit Am Berg ist der Himmel am nächsten den 1. Preis des K3-Literaturwettbewerbes in Gratwein-Straßengel[2]
- 2023: Newcomer Award beim Fine Crime Award in Graz. Die Laudatio hielt Claudia Rossbacher.

## Werke
Thriller und Krimis:
- Memorex. Knaur Verlag, München 2013, ISBN 978-3-426-43185-6.
- Missing you, Baby! XOXO Verlag, 2020, ISBN 978-3-96752-180-1.
- Gefangen - Grauen in St. Anna. Legionarion Crime, 2021, ISBN 978-3-96937-062-9.
- Vergangen - Flamme des Bösen. Legionarion Crime, Frankfurt 2023, ISBN 978-3-96937-116-9.
- Galgenwald: Steiermark-Krimi. Gmeiner-Verlag, Meßkirch 2025, ISBN 978-3-8392-0781-9

Distraction-Reihe:
- Distraction. deadsoft Verlag, Mettingen 2018, ISBN 978-3-96089-185-7.
- Distraction. Main Verlag, Frankfurt 2020, ISBN 978-3-95949-351-2.
- Treasons. Main Verlag, Frankfurt 2019, ISBN 978-3-95949-319-2.
- Trust Gone. Main Verlag, Frankfurt 2021, ISBN 978-3-95949-438-0.

Spin-off zur Distraction-Reihe:
- Red – verraten und verkauft. Main Verlag, Frankfurt 2024, ISBN 978-3-95949-743-5.

Romane:
- Tür im Sand. Main Verlag, Frankfurt 2022, ISBN 978-3-95949-595-0.